# Acerra
Acerra község (comune) Olaszország Campania régiójában, Nápoly megyében. Itt van az Acerrai egyházmegye püspöki széke.

## Fekvése
Nápolytól 20 km-re északkeletre fekszik. Határai: Afragola, Brusciano, Caivano, Casalnuovo di Napoli, Castello di Cisterna, Maddaloni, Marcianise, Marigliano, Nola, Pomigliano d’Arco és San Felice a Cancello.

## Története
Acerra egyike a legősibb campaniai településeknek. A régészeti leletek arra utalnak, hogy az ausonok alapították. Később az oszkok hódították meg. Akeru (latinul Acerrae) néven a campaniai etruszk dodekapolisz része volt. I. e. 332-ben a rómaiak hódították meg és civitas sine suffragio (azaz szavazati jog nélküli) várossá nyilvánították. A második pun háború során, i. e. 216-ban Hannibal seregei megostromolták és részlegesen elpusztították. I. e. 22-ben Augustus császár municípiumi rangra emelte. A város vallási életét a római korokban Ízisz, Szerápisz és Héraklész kultusza határozta meg.
826-ban a longobárdok hódították meg, akik egy várat is építettek, amelyet később Bono, nápolyi herceg elpusztított. 881-ben a szaracénok fosztották ki, majd később a normannok birtokába került, akik püspöki székhellyé nyilvánították.
A Nápolyi Királyság idején számos szerzetesrend települt le a városban, megalapítva templomait. A Bourbonok uralkodása alatt megerősítették a várost átszelő Clanio folyó partjait, amely többször is elöntötte a várost, ugyanakkor a folyó vizét csatornákba terelték, így termékeny mezőgazdasági hátországot hozva létre.
Acerra napjainkban a szomszédos Nano és Marigliano településekkel az ún. halál-háromszöget alkotja, amelyben veszélyes hulladékokat tárolnak, ezáltal veszélyeztetve a természetet és a környéken lakó emberek életét. A hulladékkereskedelmet a campaniai bűnszervezet, a camorra irányítja. Egy 2004-es tanulmány kimutatta, hogy a környéken lakó emberek körében az átlagnál magasabb a rákos megbetegedések száma.

## Népessége
A népesség számának alakulása:

## Főbb látnivalói
- Katedrális – Héraklész templomának helyén épült. Mai neoklasszicista alakját a 19. században elvégzett újjáépítések során nyerte el. Belsejét Giacinto Diana, Giovanni da Nola valamint  Giovanni Bernardo Azzolino művei díszítik.
- Püspöki palota – a katedrális melletti épület a mai napig az acerrai püspök székhelye.
- Corpus Domini – a 16. században épült templom
- Madonna dell’ Annunziata – 15. századi templom. Legértékesebb műalkotása a 12. századi krucifix.
- Madonna del Suffragio – 17. századi templom
- Chiesa di San Pietro – 16. századi templom
- Bárói vár (Castello) – az egykori longobárd vár helyén épült
- Suessula – ókori város régészeti emlékei.

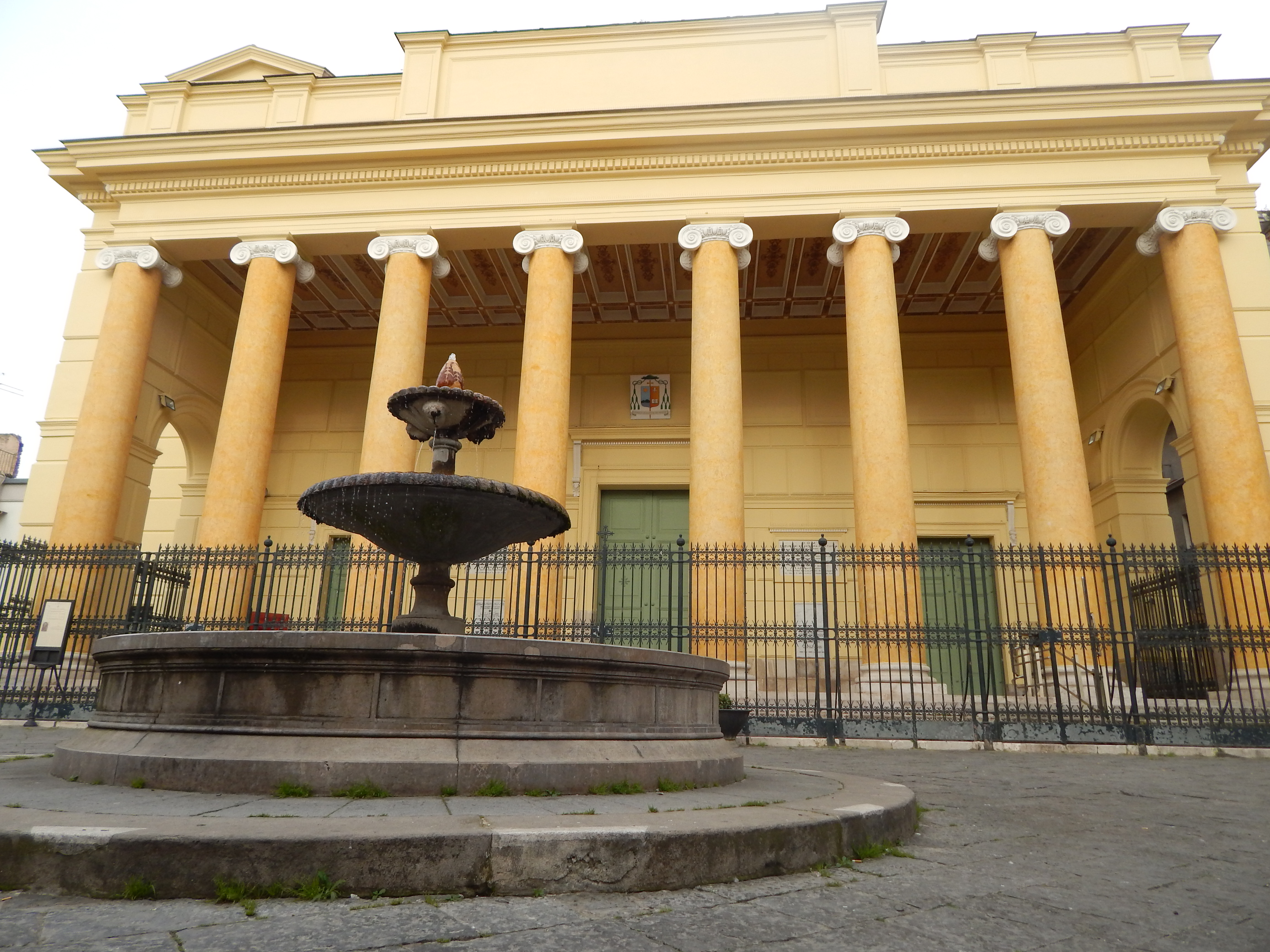
Katedrális
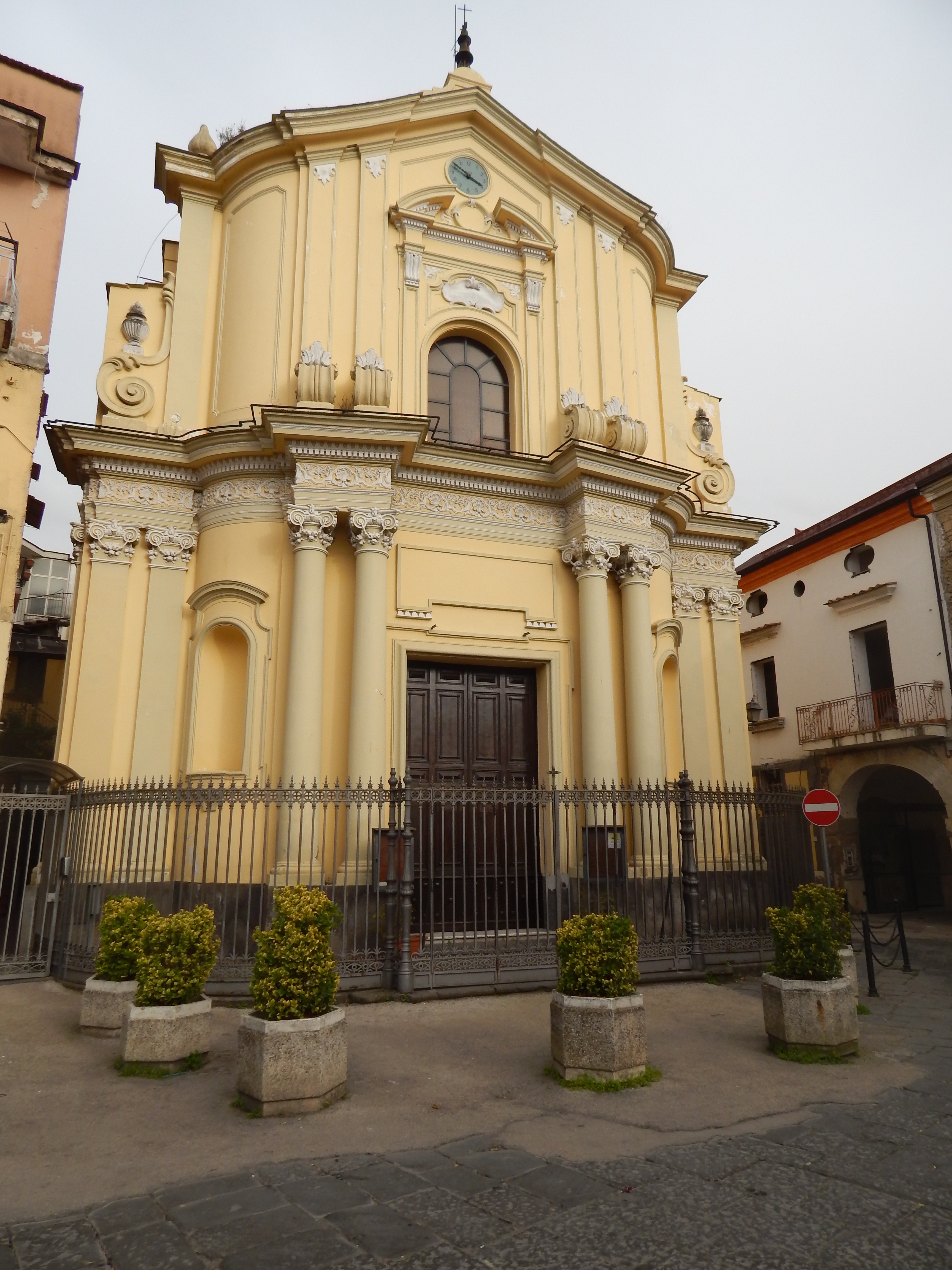
Suffragio
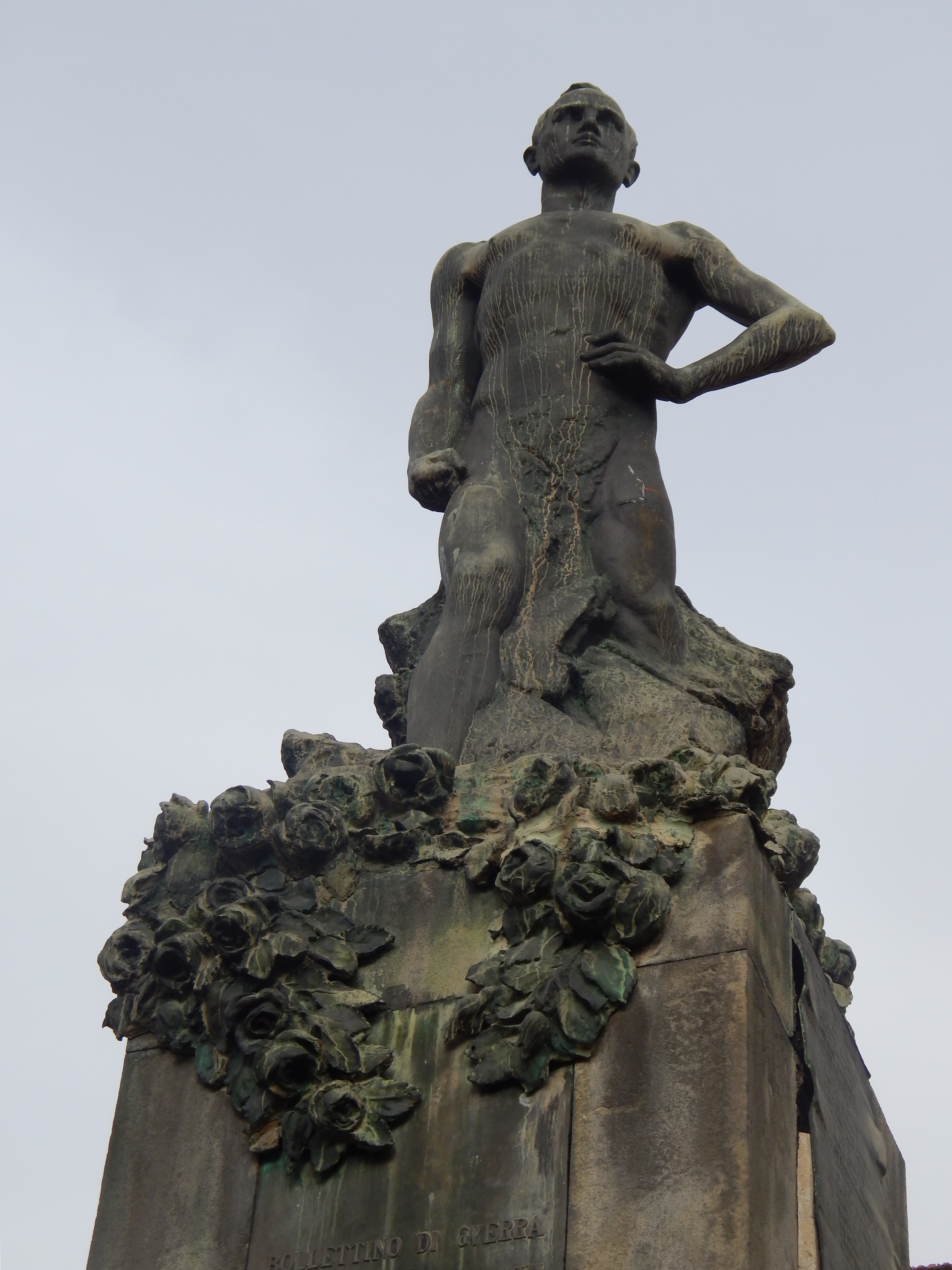
Emlékmű az első világháborúban elesettek emlékére
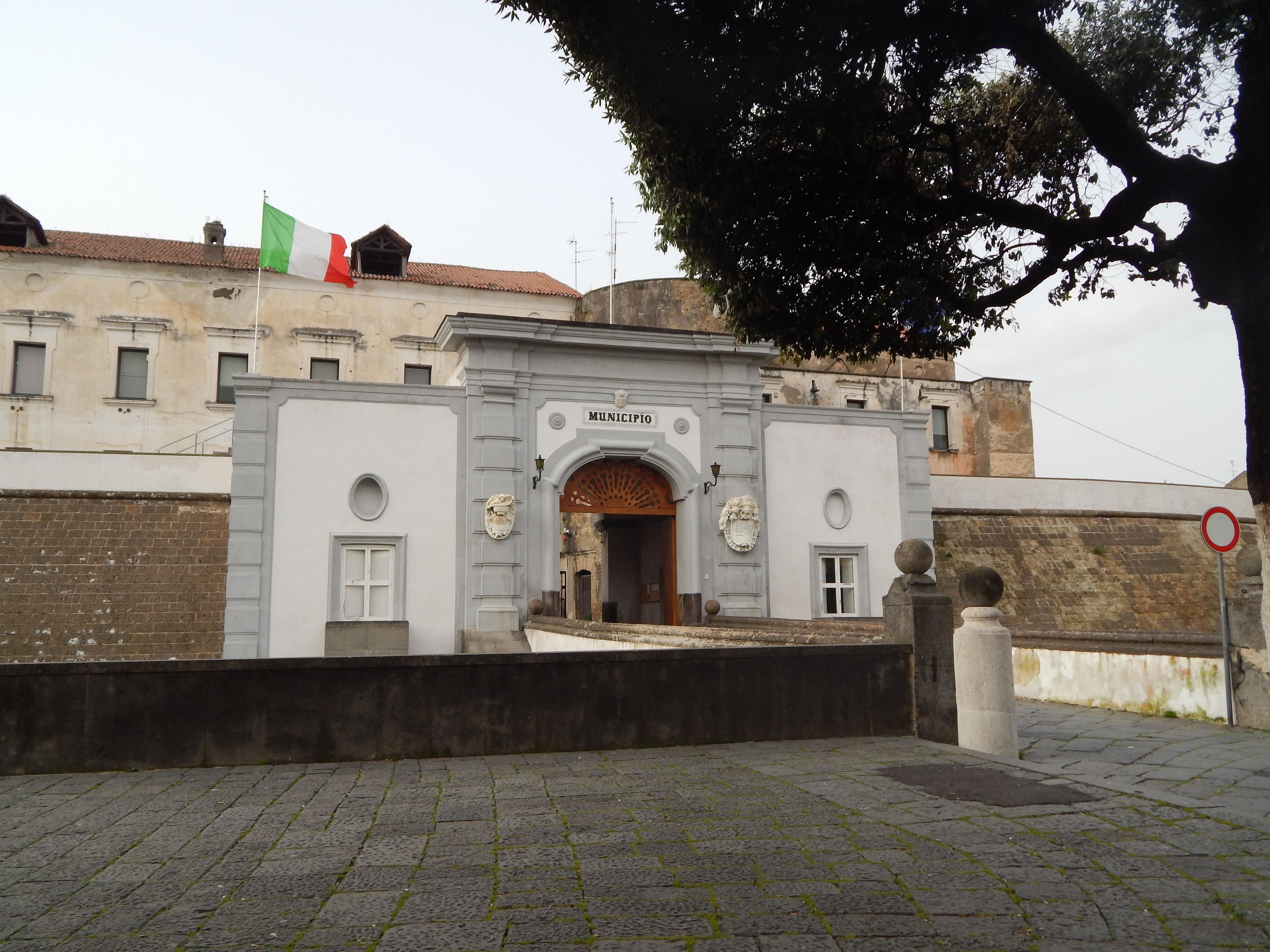
Castello Baronale

## Közlekedés
A város vasútállomásai:
- Stazione di Acerra
- Circumvesuviana